# Forest Hills (Pennsilvània)
Forest Hills és una població dels Estats Units a l'estat de Pennsilvània. Segons el cens del 2000 tenia 6.831 habitants.

## Demografia
Segons el cens del 2000, Forest Hills tenia 6.831 habitants, 3.050 habitatges, i 1.976 famílies. La densitat de població era de 1.690,7 habitants per quilòmetre quadrat.
Dels 3.050 habitatges en un 24% hi vivien nens de menys de 18 anys, en un 53,3% hi vivien parelles casades, en un 8,9% dones solteres, i en un 35,2% no eren unitats familiars. En el 30,8% dels habitatges hi vivien persones soles el 12,5% de les quals corresponia a persones de 65 anys o més que vivien soles. El nombre mitjà de persones vivint en cada habitatge era de 2,24 i el nombre mitjà de persones que vivien en cada família era de 2,82.
Per edats la població es repartia de la següent manera: un 19,7% tenia menys de 18 anys, un 4,5% entre 18 i 24, un 28,1% entre 25 i 44, un 26,5% de 45 a 60 i un 21,2% 65 anys o més.
L'edat mediana era de 44 anys. Per cada 100 dones de 18 o més anys hi havia 85,5 homes.
La renda mediana per habitatge era de 44.922 $ i la renda mediana per família de 56.199 $. Els homes tenien una renda mediana de 42.903 $ mentre que les dones 31.103 $. La renda per capita de la població era de 26.505 $. Entorn del 4,7% de les famílies i el 5,6% de la població estaven per davall del llindar de pobresa.

## Poblacions més properes
El següent diagrama mostra les poblacions més properes.